# Gulyás László (sportújságíró)
Gulyás László (Budapest, 1950. augusztus 1. –) magyar sportújságíró, szerkesztő, riporter. A Magyar Sportújságírók Szövetségének alelnöke (2005-től) és elnökségi tagja (2003-). A Magyar Olimpiai Bizottság tagja.

## Élete
Szülei Gulyás Gyula rádiós sportkommentátor és Dencsák Erzsébet. 1968-ban érettségizett az ELTE Apáczai Csere János Gyakorlógimnázium és Kollégiumban. 1969 és 1971 között a Magyar Hírlap munkatársa volt. 1971-től 10 évig a Magyar Távirati Iroda munkatársaként dolgozott. 1974-ben elvégezte a MÚOSZ Újságíró Iskolát. 1981-től közel harminc évig volt a Magyar Televízió szerkesztő-riportere. Elsősorban csapatsportokkal foglalkozott. 1988 óta tudósít a nyári olimpiai játékokról, 2008-ig televíziósként, Londonban 2012-ben és Rióban 2016-ban rádiósként. 1984-ben végzett a Testnevelési Főiskola sportszervező szakán. 1994-ben a Magyar Kézilabda Szövetség sajtóbizottságának elnöke lett (1997-ben újraválasztották). 2007-ben és 2008-ban a Magyar Antidopping Csoport (MACS) szóvivője volt. Jelenleg (2012) a Magyar Rádió sportriportere.

## Díjai
- MOB-médiadíj (1998)
- Feleki-díj (2004)
- MOB-médiadíj (életműdíj) (2015)[2]
- Szepesi György-díj (2017)[3]
- A fair play népszerűsítése trófea (2023)[4]

## Könyvei
- Gulyás László–Komlósi Gábor: Így nézzük az olimpiát. Televíziós sportkézikönyv; Pannon Ny., Veszprém, 1988
- Gulyás László–Komlósi Gábor: Így nézzük az olimpiát... Televíziós sportkézikönyv; Hunga-print, Bp., 1992
- A homokbányától az olimpiai dobogóig. A magyar kézilabdasport története; Infoprint Kft., Bp., 2008